# Ngadhnjim
Ngadhnjim ist ein männlicher Vorname.

## Herkunft und Bedeutung
Er ist albanischer Herkunft und bedeutet der Siegreiche.

## Namensträger
- Ngadhnjim Xhafolli (* 1991), kosovarischer Handball-Nationalspieler